# Morphoeuops carinatus
Morphoeuops carinatus là một loài bọ cánh cứng trong họ Attelabidae. Loài này được Legalov & Zhang miêu tả khoa học năm 2007.